# Пришњак Вели
43° 44′ 23″ N 15° 24′ 08″ E / 43.73972° С; 15.40222° И
Пришњак Вели је ненасељено острвце у хрватском дијелу Јадранског мора. Налази се у Корнатском архипелагу између острвца Касела и Лунга, око 2 km од Корната. Дио је Националног парка Корнати. Његова површина износи 0,091 km², док дужина обалске линије износи 1,46 km. Највиши врх је висок 35 m. Грађен је од кречњака кредне старости. Административно припада општини Муртер-Корнати у Шибенско-книнској жупанији.